# بنجامين إس. روبرتس
بنجامين إس. روبرتس (بالإنجليزية: Benjamin S. Roberts)‏ هو ضابط أمريكي، ولد في 18 نوفمبر 1810 في مانشستر في الولايات المتحدة، وتوفي في 29 يناير 1875 في واشنطن العاصمة في الولايات المتحدة.